# Virola cuspidata
Virola cuspidata là một loài thân gỗ thuộc họ Myristicaceae.